# Khúc côn cầu trên cỏ tại Đại hội Thể thao châu Á 2006
Nội dung thi đấu khúc côn cầu trên cỏ tại Đại hội Thể thao châu Á 2006 diễn ra từ ngày 2 đến 14 tháng 12 năm 2006 tại Sân khúc côn cầu Al-Rayyan.
Tại nội dung thi đấu này, có 10 đội tham gia giải đấu nam và 7 đội tham gia giải đấu nữ.

## Danh sách huy chương
| Nội dung | Vàng | Bạc | Đồng |
| -------- | --- | --- | --- |
| Nam      | Hàn Quốc · Ko Dong-sik · Lee Seung-il · Kim Chul · Kim Yong-bae · Lee Nam-yong · Seo Jong-ho · Kang Seong-jung · Yoon Sung-hoon · You Hyo-sik · Yeo Chang-yong · Cha Jong-bok · Lee Myung-ho · Hong Eun-seong · Hong Sung-kweon · Yeo Woon-kon · Jang Jong-hyun | Trung Quốc · Luo Fangming · Ye Peng · Jiang Xishang · Lu Fenghui · Li Wei · Song Yi · Meng Xuguang · Liu Xiantang · Hu Liang · Meng Jun · Yu Yang · Na Yubo · Pei Zuopeng · Su Rifeng · Hu Huiren                                                            | Pakistan · Salman Akbar · Zeeshan Ashraf · Ihsanullah Khan · Imran Khan Yousafzai · Adnan Maqsood · Sajjad Anwar · Tariq Aziz · Rashid Imran · Shakeel Abbasi · Rehan Butt · Muhammad Zubair · Nasir Ahmed · Imran Ali Warsi · Muhammad Imran · Muhammad Waqas · Muhammad Mudassar |
| Nữ       | Trung Quốc · Nie Yali · Chen Zhaoxia · Ma Yibo · Mai Shaoyan · Huang Junxia · Fu Baorong · Li Shuang · Gao Lihua · Tang Chunling · Zhou Wanfeng · Sun Zhen · Zhang Yimeng · Li Hongxia · Ren Ye · Chen Qiuqi · Bao Ejing                                        | Nhật Bản · Rie Terazono · Ikuko Okamura · Mayumi Ono · Keiko Miura · Chie Kimura · Yukari Yamamoto · Rika Komazawa · Sakae Morimoto · Kaori Chiba · Tomomi Komori · Toshie Tsukui · Yuko Kitano · Sachimi Iwao · Akemi Kato · Miyuki Nakagawa · Misaki Ozawa | Ấn Độ · Dipika Murthy · Suman Bala · Rajwinder Kaur · Asunta Lakra · Binita Xess · Surinder Kaur · Mamta Kharab · Marita Tirkey · Joydeep Kaur · Ritu Rani · Jasjeet Kaur Handa · Jyoti Sunita Kullu · Pushpa Pradhan · Saba Anjum Karim · Binita Toppo · Subhadra Pradhan         |

## Bảng tổng sắp huy chương
| Hạng               | Đoàn               | Vàng | Bạc | Đồng | Tổng số |
| ------------------ | ------------------ | ---- | --- | ---- | ------- |
| 1                  | Trung Quốc         | 1    | 1   | 0    | 2       |
| 2                  | Hàn Quốc           | 1    | 0   | 0    | 1       |
| 3                  | Nhật Bản           | 0    | 1   | 0    | 1       |
| 4                  | Pakistan           | 0    | 0   | 1    | 1       |
| 4                  | Ấn Độ              | 0    | 0   | 1    | 1       |
| Tổng số (5 đơn vị) | Tổng số (5 đơn vị) | 2    | 2   | 2    | 6       |

## Vòng loại
6 đội tuyển đứng đầu châu Á là Hàn Quốc, Ấn Độ, Pakistan, Nhật Bản, Trung Quốc và Malaysia có thể trực tiếp tham gia thi đấu ở giải đấu dành cho nam. Đối với hai suất kế tiếp, một giải đấu vòng loại được tổ chức tại Dhaka, Bangladesh từ ngày 11 đến 20 tháng 5 năm 2006.
Giải đấu vòng loại nữ được tổ chức tại Kuala Lumpur, Malaysia từ ngày 5 đến 9 tháng 6 năm 2006. Cả bốn đội đều đủ điều kiện tham dự Đại hội Thể thao châu Á nhưng sau đó Pakistan đã rút lui.
| Thứ hạng | Đội tuyển         |
| -------- | ----------------- |
| 1        | Bangladesh        |
| 2        | Oman              |
| 3        | Đài Bắc Trung Hoa |
| 4        | Hồng Kông         |
| 5        | Singapore         |
| 6        | Sri Lanka         |
| 7        | Iran              |

| Thứ hạng | Đội tuyển         |
| -------- | ----------------- |
| 1        | Malaysia          |
| 2        | Đài Bắc Trung Hoa |
| 3        | Hồng Kông         |
| 4        | Pakistan          |

## Chia bảng
Các đội được phân bổ theo vị trí của họ trên Bảng xếp hạng Thế giới FIH bằng cách sử dụng hệ thống serpentine để chia bảng.
| Bảng A - Pakistan (5) - Nhật Bản (12) - Malaysia (14) - Hồng Kông (28) - Đài Bắc Trung Hoa (33) | Bảng B - Hàn Quốc (6) - Ấn Độ (7) - Trung Quốc (19) - Bangladesh (31) - Oman (59) |

## Bảng xếp hạng cuối cùng

### Nam
| Thứ hạng | Đội tuyển         | ST | T | H | B |
| -------- | ----------------- | -- | - | - | - |
| 1        | Hàn Quốc          | 6  | 5 | 1 | 0 |
| 2        | Trung Quốc        | 6  | 4 | 0 | 2 |
| 3        | Pakistan          | 6  | 3 | 2 | 1 |
| 4        | Nhật Bản          | 6  | 2 | 2 | 2 |
| 5        | Ấn Độ             | 6  | 4 | 1 | 1 |
| 6        | Malaysia          | 6  | 3 | 2 | 1 |
| 7        | Bangladesh        | 6  | 2 | 0 | 4 |
| 8        | Đài Bắc Trung Hoa | 6  | 1 | 0 | 5 |
| 9        | Hồng Kông         | 5  | 1 | 0 | 4 |
| 10       | Oman              | 5  | 0 | 0 | 5 |

### Nữ
| Thứ hạng | Đội tuyển         | ST | T | H | B |
| -------- | ----------------- | -- | - | - | - |
| 1        | Trung Quốc        | 7  | 6 | 0 | 1 |
| 2        | Nhật Bản          | 7  | 5 | 1 | 1 |
| 3        | Ấn Độ             | 7  | 4 | 0 | 3 |
| 4        | Hàn Quốc          | 7  | 4 | 1 | 2 |
| 5        | Malaysia          | 7  | 3 | 0 | 4 |
| 6        | Đài Bắc Trung Hoa | 7  | 0 | 1 | 6 |
| 7        | Hồng Kông         | 6  | 0 | 1 | 5 |